# Revue d'histoire du XIXe siècle
La Revue d’histoire du XIXe siècle, anciennement 1848-Révolutions et mutations au XIXe siècle, est l’organe de la Société d’histoire de la révolution de 1848 et des révolutions du XIXe siècle. Elle publie des articles concernant le XIXe siècle sous tous ses aspects et s’intéresse à tous les pays. Elle milite pour un dialogue interdisciplinaire et s’attache à diffuser des travaux de jeunes chercheurs. Elle couvre l’actualité de la recherche historique concernant le XIXe siècle, en rendant compte des publications récentes, en présentant des thèses et en proposant des bibliographies.

## Politique éditoriale
La revue publie sur son site les introductions et deux articles en texte intégral de chaque numéro. L’ensemble des comptes rendus est accessible en ligne en texte intégral, ainsi que les thèses dix-neuvièmistes.
La revue est hébergée par le portail de revues scientifiques OpenEdition Journals.